# Палата Мирабел
Палата Мирабел (нем. Schloss Mirabell) је историјска грађевина у Салцбургу. Изграђена је почетком 17. века и заједно са вртовима као део Историјског центра града Салцбурга, је на Унесковој листи светске баштине.

## Историја
Палата је саграђена око 1606. године на обали реке Салцах, северно од средњовековних градских зидина, по налогу надбискупа Волфа Дитриха вон Раитенауа. Он је палату саградио за своју љубавницу Саломе Алт са којом је имао петнаесторо деце од којих је десеторо преживело.  Палата је названа Алтенау. Када је Раитенау ухапшен и смештен у дворац Хоенсалцбург 1612. године, његов наследник Маркус Ситикус вон Хохенемс протерао је Саломе Алт и њену породицу. Палати је дао садашње име Мирабел (од италијанског mirabile - дивно, и bella  - лепа).
Током Тридесетогодишњег рата (1620 - 1642), надбискуп Парис вон Лодрон је подигао нова утврђења и градске зидове и тек је од тада палата Мирабел и њени вртови постала део урбане области града Салцбуга. Лодрон је проширио паалату и вртове и за разлику од Маркуса Ситикуса, Парис Лодрон је живео у палати и у њој умро.
Палата је обновљена у раскошном барокном стилу од 1721. до 1727. године, за време надбискупа Франца Антона вон Хараха према плановима које је осмислио архитекта Јохан Лукас вон Хилдебрандт.
Садашњи неокласицистички изглед палате дао је Петер де Нобиле 1818. године, када је обновљена након великог пожара. Мермерна дворана и степениште су били поштеђени пламена. Степениште са анђелима дизајнирао је Лукас вон Хилдебрандт и једно је од највећих блага палате. Скулптуре у нишама ремек-дела чувеног Георга Рафаела Донера.
Од 1810. до 1816. Салцбург је био под баварском влашћу, а палата Мирабел постала је резиденција баварског престолонаследника  Лудвиг Аугуст од Вителсбаха. Овде је 1. јуна 1815. године рођен његов син, каснији грчки краљ Ото.
Палата Мирабел је заједно са Капуцинербергом од 1866. године прешла у власништво града Салцбурга. Данас се у њему налазе градска управа и канцеларије градоначелника. До 2008. године овде је била смештена и градска библиотека.

### Мермерна дворана
Мермерна дворана једна је од најпознатијих просторија палате Мирабел. То је правоугаона дворана на два спрата, украшена је мермером и позлаћеном штукатуром. Фреска на плафону, уништена је у пожару 1818. године. Срећом дворана, као и „анђеоско степениште” које води до ње је сачувано.
Мермерна дворана, бивша балска сала надбискупа, данас се сматра једном од најлепших свадбених дворана на свету. У некадашњим временима, 
у овој дворани је у свирао Волфганг Амадеус Моцарт, а данас се осим за венчања користи и за конфернеције, доделе награда и разне цермеоније. Такође, у дворана се редовно одржавају концерте класичне музике.

## Вртови
Вртови Мирабела (Mirabellgarten) су уређени за време надбискупа Јохана Ернста вон Туна од 1690. године по плановима архитекте  Јохана Бернхарда Фишера вон Ерлаха. До данас, ови вртови су  једна од највећих туристичких атракција у Салцбурга. Чине их:
- Пегазова фонтана је  дело Каспар Граса из Инзбрука и постављена је 1913. године.[11]
- Велика фонтана око које су смештене  четири групе фигура Отавија Моста 1690. годдине. Они су инспирисане митологијом и симболишу 4 елемента: ватру, ваздух, земљу и воду (Енеја, Херкул, Парис и Плутон). Јужно од фонтане налазе се статуе настале  1689. године. Они представљају осам мушких и осам женских древних божанстава, а то су Хронос и Бахус, Јупитер и Марс, Херкул и Вулкан, као и Меркур и Аполон. Осам богиња су Диана и Флора, Атена и Церес, Помона и Венера, Веста и Јунона.[10]
- Позориште у живој огради се налази  у западном делу вртова Мирабел. То је једно од најстаријих позоришта на отвореном северно од Алпа. Дизајнирано је између 1704. и 1718. године. Током лета служи као место одржавања догађаја из народне баштине и других посебних прилика.
- Врт патуљака настао је за време надбискупа Франца Антона Фурста Хараха. Првобитно се састојало од 28 патуљака (данас 17) израђених од белог мермера са планине Унтерсберг  и најстарије је такве врсте у Европи.
- Врт ружа налази се јужно од дворца, омеђен је решеткастом оградом и 17 украсних мермерних ваза, од којих је неке дизајнирао Фишер вон Ерлах.[12]
- Оранжерија је додата 1725. године. Данас функционише као кућа палми.[8]

Вртови су постале доступне јавности средином 19. века за време цара Франца Јозефа.
Неколико сцена из филма Моје песме, моји снови је снимљеном овде. Марија вон Трап и деца певају песму До-Ре-Ми, док играју око Фонтане и користе степенице као музичку лествицу.

## Галерија
- Анђеоске степенице
- Статуа Флоре
- Херкул
- Једнорог на степеницама
- Пегазова фонтана